# ITunes Originals – Red Hot Chili Peppers
iTunes Originals – Red Hot Chili Peppers – album z serii iTunes Originals Red Hot Chili Peppers, wydany w 2006 roku. Składa się on z jednych z najbardziej znanych piosenek grupy oraz komentarzy jej członków dotyczących dotychczasowej twórczości oraz życia prywatnego. Dodatkowo, na pierwszej ścieżce, muzycy przedstawiają się odwrotnie, tzn. John Frusciante jako Anthony Kiedis, Flea jako Chad Smith, Anthony Kiedis jako Hilarious J-Money Pants, a Chad Smith jako Flea.

## Lista utworów
1. „iTunes Originals”
2. „Give It Away”
3. „Working With Rick Rubin”
4. „Fight Like a Brave”
5. „Power & Life & Purpose”
6. „Under the Bridge”
7. „Sometimes You Just Know That It's It”
8. „Can't Stop”
9. „You Just Rocked With Your Brothers”
10. „Around the World”
11. „Doing Your Own Stunts”
12. „By the Way”
13. „It's Everything”
14. „Can't Stop”
15. „A Monstrously Large Rock Record”
16. „Dani California”
17. „It Just Felt Like It Meant Something”
18. „Tell Me Baby”
19. „Lyrics For 38 Songs Is No Joke”
20. „Charlie”
21. „A Love Letter To The History Of Rock 'N Roll”
22. „Dani California”
23. „Growing Into Consummate Songwriters”